# George Wythe Baylor
George Wythe Baylor (* 24. August 1832 in Fort Gibson, Oklahoma; † 24. März 1916 in San Antonio, Texas) war ein US-amerikanischer Texas Ranger und Politiker.
Ferner diente er während des Bürgerkrieges als Offizier in der Konföderiertenarmee. Er wurde als ein Mann mit mangelnder Disziplin und mittelmäßiger Menschenkenntnis beschrieben, hatte aber ein Gespür für das Schreiben für Zeitungen und eine gute Ausbildung. Der Militärgouverneur vom Arizona-Territorium John Baylor (1822–1894) war sein Bruder.

## Werdegang
George Wythe Baylor, Sohn von Sophia Marie Weidner († 1862) und des US-Army Chirurgen John Walker Baylor († 1835), wurde mehrere Jahre vor dem Beginn der Wirtschaftskrise von 1837 im Cherokee County geboren. Sein Vater verstarb, als er noch zwei Jahre alt war. Seine Familie lebte dann an zahlreichen Orten. Als Erwachsener führte er diesen rastlosen Lebensstil fort, blieb nie lange genug an einem Ort. 1845 zog er nach Texas, wo er bei seinem Bruder John in der Nähe von La Grange (Fayette County) lebte. In der Folgezeit besuchte er das Rutersville College und danach die Baylor University in Independence (Washington County). Danach arbeitete er eine kurze Zeit lang als Clerk im Commissary Department der US-Army im Fort Alamo in der texanischen Stadt San Antonio. 1854 zog er nach Kalifornien, wo er glaubte auf den Goldfeldern reich zu werden. Er lebte 1856 in San Francisco und saß im Vigilance Committee. Um 1859 kehrte er nach Texas zurück. Im Juni 1860 lebte er wieder bei seinem Bruder, dieses Mal in Weatherford (Parker County). In der Folgezeit verfolgte Baylor mit seinem Bruder und anderen eine Gruppe von indianischen Plünderern im Parker County. Sie töteten neun von ihnen. 
Nach dem Ausbruch des Bürgerkrieges verpflichtete er sich in der Konföderiertenarmee. Baylor erhielt eine Offizierspatent zum First Lieutenant in der Kompanie H in der zweiten Kavallerie von Texas in John Robert Baylors Arizona Brigade. Er diente dort als Regimentsadjutant. Im Herbst 1861 trat er von seinem Posten zurück, um als Senior Aide-de-Camp unter General Albert S. Johnston (1803–1862) zu dienen. Nach dem Johnston am 6. April 1862 bei der Schlacht von Shiloh in Tennessee fiel, kehrte Baylor nach Texas zurück. Er wurde zum Lieutenant Colonel befördert und erhielt das Kommando über das zweite Bataillon in der Armee von Henry Hastings Sibley (1811–1891). Das Bataillon wurde dann mit dem zweiten Kavallerieregiment der Arizona Brigade zusammengetan, dessen Colonel er wurde. Baylor kommandierte 1864 auch ein Kavallerieregiment während des Red River Feldzugs. Er wurde für seine Tapferkeit bei den Schlachten von Mansfield und Pleasant Hill belobigt. Am 6. April 1865 erschoss er auf der Straße vor dem Fannin Hotel in Houston den General John A. Wharton (1828–1865). Das Fannin Hotel war zu der damaligen Zeit das Hauptquartier von Generalmajor John Bankhead Magruder (1807–1871). Wharton und Baylor führten vor diesem Vorfall mehrere Streits. In diesem Fall ging es um militärische Angelegenheiten. Wharton nannte Baylor dabei einen Lügner, woraufhin dieser seine Waffe zog und auf den unbewaffneten Wharton schoss und dieser auf der Stelle starb. Baylor bedauerte diesen Vorfall für den Rest seines Lebens.
Nach dem Ende des Krieges erhielt Baylor ein Offizierspatent zum Second Lieutenant und das Kommando über die Kompanie C im Grenzbataillon der Texas Rangers in El Paso (El Paso County). 1879 machte er mit seiner Familie einen 42 Tage lange Abstecher nach Ysleta bei El Paso, um sein Hauptquartier einzurichten. Den Rest des Jahres verbrachte er mit dem Aufstöbern von herumstreifenden Indianern in dem Gebiet, welche auf Raubzügen waren, insbesondere der Verfolgung des Chiricahua-Apachen Häuptlings Victorio (1825–1880), aber sein Unterfangen blieb erfolglos. Im September 1880 wurde Baylor versetzt und zum Captain in der Kompanie A befördert. Er folgte 1882 eine Beförderung zum Major und er erhielt das Kommando über mehrere Rangerkompanien. Während dieser Zeit war er in den Fence Cutting Konflikt im Nolan County verwickelt. Nachdem die Kompanie aufgelöst worden war, verließ er 1885 die Rangers und wurde für El Paso in das Repräsentantenhaus von Texas gewählt. Baylor war dann mehrere Jahre lang als Clerk an Bezirks- und Kreisgerichten tätig. Er kam gut mit seinen mexikanischen Nachbarn aus, ein Charakterzug, welcher nicht von allen Rangers geteilt wurde. Von 1898 bis 1911 lebte er in Mexiko, kehrte dann aber nach San Antonio zurück, wo er 1916 verstarb. Er wurde dann auf dem Confederate Cemetery beigesetzt.